# The Goddess
The Goddess (vereenvoudigd Chinees: 神女; pinyin: Shénnǚ) is een Chinese stomme film uit 1934 onder regie van Wu Yonggang. Ruan Lingyu vertolkt de titelrol in een van haar laatste films voor haar overlijden. Vandaag de dag is de film een van de bekendste films uit het gouden tijdperk van de Chinese cinema.
De titel Shénnǚ betekent zowel letterlijk 'godin' als (spreektaal voor) 'prostituee'.

## Verhaal
Lingyu speelt een jonge moeder van een zoontje die leeft in erbarmelijke omstandigheden. Omdat ze een betere toekomst wil voor haar zoon, gaat ze aan de slag als prostituee. Op een avond slaat ze voor de vlucht voor de politie en neemt onderdak bij een kwaadaardige gokker. Als blijk van dank brengt ze de nacht met hem door. De gokker ziet haar vanaf dat moment als zijn eigendom. Aanvankelijk protesteert ze, maar ze realiseert zich al snel dat ze niet voor hem kan vluchten, en met tegenzin trekt ze bij hem in. 
Wanneer haar zoontje vijf jaar oud is, wordt hij naar school gestuurd. De ouders van de andere kinderen protesteren hier hevig tegen vanwege haar beroep. Het jongetje wordt gepest en buitengesloten door de andere kinderen. Hij dreigt van school te worden gestuurd, maar de directeur sympathiseert met de moeder en pleit voor een goede toekomst voor de jongen. De directeur kan zijn collega's niet overtuigen en neemt ontslag. Terneergeslagen keert de moeder naar huis, waar blijkt dat de gokker al haar geld heeft gestolen en vergokt. Ze krijgt een woedeaanval en slaat de man dood met een fles. 
De moeder wordt terechtgesteld en krijgt een gevangenisstraf van 12 jaar. De directeur komt haar opzoeken in de gevangenis en vertelt dat haar zoontje naar een weeshuis is gestuurd. Hij belooft haar dat hij het kind zal adopteren en een gepaste educatie zal geven. De moeder smeekt hem om het jongetje te vertellen dat zijn moeder dood is, zodat hij nooit over zijn armoedige achtergrond hoeft te weten. De directeur stemt in, en de moeder vindt rust in haar gevangenisstraf, wetende dat haar zoontje een goede toekomst zal hebben.